# Парламентские выборы в Таджикистане (2020)
Очередные, шестые по счёту в истории независимого Таджикистана парламентские выборы состоялись 1 марта 2020 года. Выборы состоялись в нижнюю палату Высшего собрания (Маджлиси Оли) Республики Таджикистан — Палату представителей (Маджлиси намояндагон), где заседают 63 депутата. Явка по итогам выборов составила 86,4 % (свыше 4 миллионов 245 тысяч человек). Выборы выиграла в пятый раз проправительственная и пропрезидентская левоцентристская Народно-демократическая партия Таджикистана, сохранив статус правящей и крупнейшей партии в Таджикистане.

## Избирательная система
Всего планируется избрание 63 депутатов. 41 депутат избирается в одномандатных избирательных округах по мажоритарной системе, еще 22 депутата избираются по партийным спискам с избирательным порогом 5 %. 

## Кандидаты
Всего было зарегистрировано 241 кандидатов в депутаты. Из них — 65 кандидатов участвовали на выборах по партийным спискам, остальные 176 (28 из них являлись самовыдвиженцами) в одномандатных округах. 

## Результаты выборов
| Партия                                      | Выдвинула кандидатов | Избрано депутатов | Примечание                       |
| ------------------------------------------- | -------------------- | ----------------- | -------------------------------- |
| Коммунистическая партия Таджикистана        |                      | 2                 | коммунистическая партия          |
| Народно-демократическая партия Таджикистана |                      | 47                | этатистская партия               |
| Демократическая партия Таджикистана         |                      | 1                 | либерально-консервативная партия |
| Социал-демократическая партия Таджикистана  |                      | 0                 | социал-демократическая партия    |
| Социалистическая партия Таджикистана        |                      | 1                 | социалистическая партия          |
| Партия экономических реформ Таджикистана    |                      | 5                 | центристская партия              |
| Аграрная партия Таджикистана                |                      | 7                 | центристская партия              |

Оппозиционная партия СДПТ получила всего 0,3% голосов и не будет представлена в парламенте.

## Реакция Социал-демократической партии Таджикистана на итоги выборов
Участвовавшая в этих парламентских выборах крайне оппозиционная Социал-демократическая партия Таджикистана во главе с ее лидером Рахматилло Зоировым не признала итоги выборов, обвинив властей в масштабных фальсификациях. Социал-демократическая партия Таджикистана по официальным данным набрала всего 0,32 % голосов, заняв последнее место, и не смогла в очередной раз войти в парламент. На следующий день после выборов и оглашения результатов, лидер таджикских социал-демократов в своей странице в Facebook написал пост, где говорится следующее: 

Правительство Эмомали Рахмона думает, что они сломали Социал-демократическую партию Таджикистана и меня, Рахматилло Зойирова, как председателя СДПТ. Нет! И еще раз, нет! Перед СДПТ в начале выборов стояли две задачи: 1) представить народу Таджикистана Социал-демократическую партию Таджикистана как партию народа, 2) посмотреть на поведение Правительства Э. Рахмона, на их реакцию на народный характер Социал-демократической партии Таджикистана. СДПТ с честью выполнила обе задачи! А дали нам возможность пройти в парламент страны или нет, это не суть. Важно дело! Это часть поведения Правительства Э. Рахмона.